# Campeonato Chileno de Futebol de 1960 - Segunda Divisão
O Campeonato Chileno de Futebol de Segunda Divisão de 1960 foi a 9ª edição do campeonato do futebol do Chile, segunda divisão, no formato "Primera B". Em turno e returno os 12 clubes jogam todos contra todos. O Campeão é promovido para o Campeonato Chileno de Futebol de 1961. O último colocado iria para as Associações de Origem de Futebol do Chile - nível local.

## Participantes
| Equipe                                                | Cidade       | Região                  | No ano anterior                                    | Estádio                                       | Capacidade | Títulos        | Participações |
| ----------------------------------------------------- | ------------ | ----------------------- | -------------------------------------------------- | --------------------------------------------- | ---------- | -------------- | ------------- |
| Club Deportivo Trasandino de Los Andes                | Los Andes    | Província de Aconcágua  | Sexto Lugar                                        | Estádio Regional de Los Andes                 | 2.500      | 0 (não possui) | 9             |
| Club Deportivo Alianza de Curicó                      | Curicó       | Província de Curicó     | Décimo Primeiro Lugar                              | Estádio La Granja                             | 8.000      | 0 (não possui) | 7             |
| Club de Deportes Unión La Calera                      | La Calera    | Província de Valparaíso | Terceiro Lugar                                     | Estádio Municipal Nicolás Chahuán Nazar       | 10.000     | 0 (não possui) | 6             |
| Club de Deportes de la Universidad Técnica del Estado | Santiago     | Província de Santiago   | Décimo Lugar                                       | Estádio da Universidad Técnica del Estado     | 3.000      | 0 (não possui) | 7             |
| Club Deportivo San Bernardo Central                   | San Bernardo | Província de Santiago   | Sétimo Lugar                                       | Estádio Maestranza                            | 4.000      | 0 (não possui) | 5             |
| Deportes Iberia                                       | Los Ángeles  | Provincia de Biobío     | Décimo Segundo Lugar                               | Estádio Municipal de Los Ángeles              | 5.000      | 0 (não possui) | 5             |
| Club Deportivo San Fernando                           | San Fernando | Província de Colchagua  | Quarto Lugar                                       | Estádio Municipal Jorge Silva Valenzuela      | 5.900      | 0 (não possui) | 4             |
| Club de Deportes Unión San Felipe                     | San Felipe   | Província de Aconcágua  | Oitavo Lugar                                       | Estádio Municipal de San Felipe               | 18.500     | 0 (não possui) | 3             |
| Club de Deportes Green Cross                          | Santiago     | Província de Santiago   | Vice Campeão                                       | Estádio Nacional de Chile                     | 55.100     | 0 (não possui) | 2             |
| Club de Deportes Coquimbo Unido                       | Coquimbo     | Província de Coquimbo   | Quinto Lugar                                       | Estádio La Pampilla                           | ---        | 0 (não possui) | 2             |
| Club de Deportes Ñublense                             | Chillán      | Província de Ñuble      | Nono Lugar                                         | Estádio Bicentenário Municipal Nelson Oyarzún | 12.000     | 0 (não possui) | 2             |
| Club de Deportes La Serena                            | La Serena    | Província de Coquimbo   | Rebaixado do Campeonato Chileno de Futebol de 1959 | Estádio La Portada                            | 18.500     | 1 (1957)       | 3             |

## Campeão
| Campeão Chileno Segunda Divisão 1960                        |
| ----------------------------------------------------------- |
| Club de Deportes Green Cross (Santiago) (1º título) Campeão |